# Elnur Məmmədli

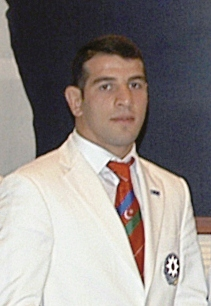
Elnur Məmmədli (2008)

Elnur Çingiz oğlu Məmmədli (englische Schreibweise Elnur Mammadli, * 29. Juni 1988 in Baku) ist ein aserbaidschanischer Judoka. Er trat bis 2008 überwiegend im Leichtgewicht (Klasse bis 73 Kilogramm) an, seit 2010 startet er zumeist im Halbmittelgewicht (Klasse bis 81 Kilogramm).
Məmmədli gewann 2004 die U17-Europameisterschaften, im gleichen Jahr gewann er seinen ersten aserbaidschanischen Landesmeistertitel. Diesen Titel verteidigte er 2005, international war der zweite Platz beim Weltcupturnier in Budapest sein bis dahin größter Erfolg. Seinen ersten internationalen Titel gewann er 2006 bei den Europameisterschaften in Tampere. 2007 siegte er beim World Cup in Rom, bei den Judo-Weltmeisterschaften 2007 in Rio de Janeiro gewann er die Silbermedaille hinter dem Südkoreaner Wang Ki-chun. 2008 siegte Məmmədli beim Weltcupturnier in Hamburg und belegte in Moskau den dritten Platz. Bei den Olympischen Spielen 2008 in Peking gewann er die Goldmedaille, wobei er im Finale Wang Ki-Chun nach dreizehn Sekunden durch Ippon besiegte. Məmmədli war der erste aserbaidschanische Olympiasieger im Judo und der einzige Olympiasieger seines Landes bei den Olympischen Spielen 2008.
Nach einem Jahr Pause kehrte Məmmədli 2010 im Halbmittelgewicht zurück und siegte beim Weltcupturnier in Kairo, bei den Judo-Weltmeisterschaften 2010 belegte er den fünften Platz. 2011 gewann er zum Jahresauftakt das Masters-Turnier, das 2011 in der aserbaidschanischen Hauptstadt Baku ausgetragen wurde. Im April 2011 siegte er bei den Europameisterschaften in Istanbul. 2012 konnte Məmmədli erneut das Masters-Turnier gewinnen, dieses Mal in Almaty.